# Araçatuba Airport
Araçatuba Airport (portugisiska: Aeroporto de Araçatuba) är en flygplats i Brasilien.   Den ligger i kommunen Araçatuba och delstaten São Paulo, i den södra delen av landet, 600 km söder om huvudstaden Brasília. Araçatuba Airport ligger 414 meter över havet.
Terrängen runt Araçatuba Airport är huvudsakligen platt. Araçatuba Airport ligger uppe på en höjd. Runt Araçatuba Airport är det ganska tätbefolkat, med 192 invånare per kvadratkilometer.. Närmaste större samhälle är Araçatuba, 7,5 km söder om Araçatuba Airport. 
Omgivningarna runt Araçatuba Airport är en mosaik av jordbruksmark och naturlig växtlighet.